# Voley Guada
El Club Deportivo Básico Voley Guada, también conocido como Seranco Voley Guada por razones de patrocinio, es un club de voleibol de la ciudad de Guadalajara (España) que milita en la Superliga Masculina. Habitualmente disputa sus partidos como local en el Palacio Multiusos de Guadalajara.

## Historia
Fue fundado en 1999 y desde entonces ha jugado dos temporadas en la 2ª División, tres temporadas en la 1ª División, tres temporadas en la Liga FEV, dos temporadas en la Superliga 2 y tres temporadas en la Superliga 1.

## Palmarés
- Campeón de la Superliga 2 en la temporada 2010-2011.
- Campeón de la Copa del Príncipe en 2011.
- Campeón de la Liga FEV en las temporada 2005-2006 y 2009-2010.